# Pietro I Candiano
Pietro I Candiano was de zestiende Doge van Venetië.

## Biografie
Candiano werd omstreeks 842 geboren en werd tot Doge verkozen in 887. Hij volgde Giovanni II Participazio (881-887) op en werd in april 887 verkozen aan de zijde van de oudere en geliefde Giovanni. Nog tijdens zijn eerste regeringsjaar stierf hij: op 18 september 887 sneuvelde hij op de Adriatische Zee, tijdens een zeeslag tegen de Narentijnse Piraten uit Dalmatia. Daarmee werd hij de eerste Doge die zijn leven liet op een slagveld. Candiano was de vader van Pietro II Candiano, die in 872 geboren werd en die Doge was van 932 tot 939.